# Psophis
Psophis (in greco Ψωφίς, Eth. Φωφίδιος), nota anche come  Psofide o Psofi, era un'antica città greca situata all'estremità nord-occidentale dell'Arcadia, delimitata a nord dall'Arcadia e ad ovest da Elis. Si trovava vicino al moderno villaggio di Psofida, parte del comune di Kalavryta.